# Schweinfurt (Alemania)
Schweinfurt (pronunciación en alemán: /ˈʃvaɪ̯nˌfʊʁt/ⓘ) es una ciudad alemana de Baviera atravesada por el río Meno.

## Generalidades

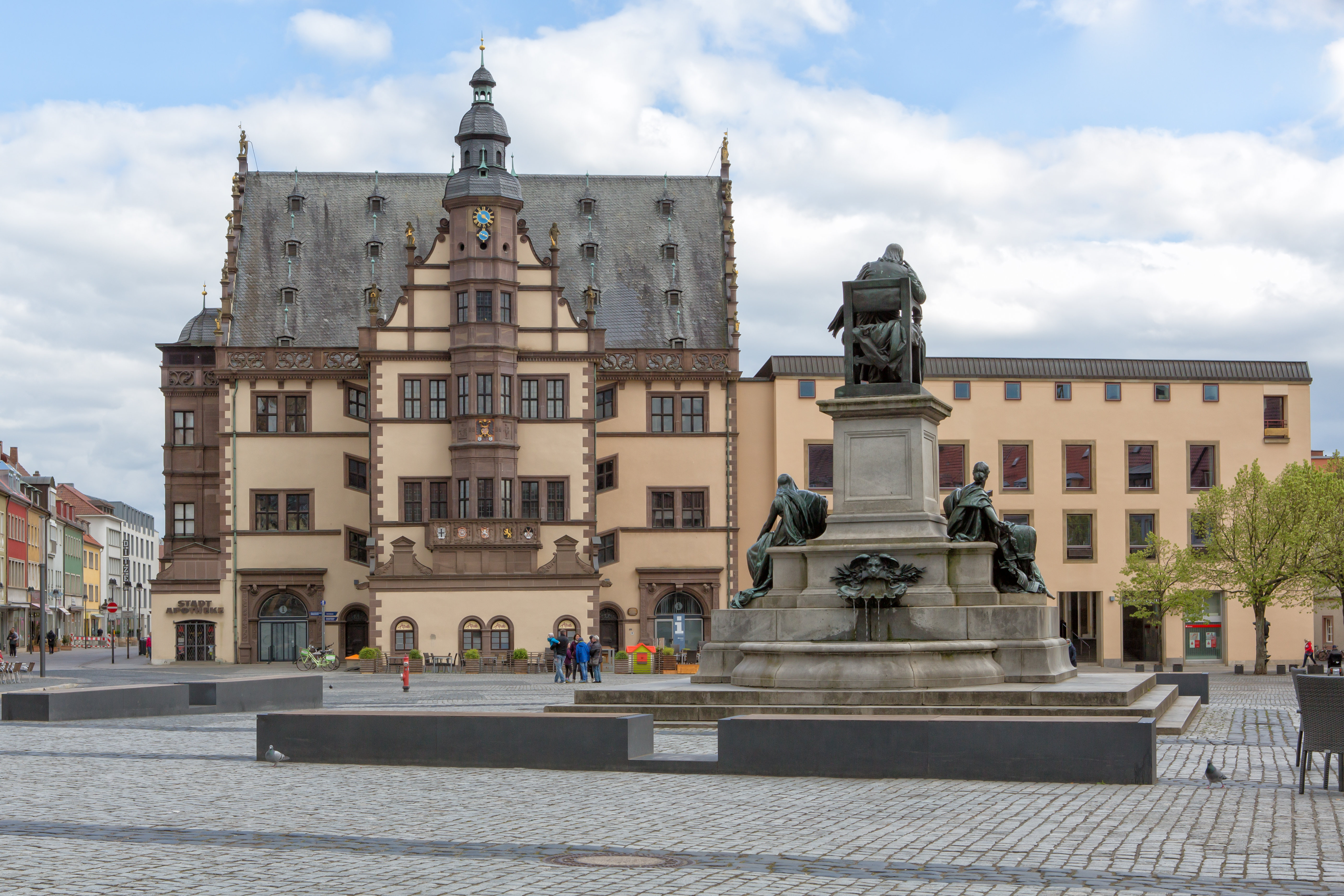
Plaza del Mercado (Marktplatz).

Después de Wurzburgo y Aschaffenburg es la tercera ciudad más grande de la Baja Franconia. La población es de aprox. 55.000 habitantes. Se encuentra a unos 150 minutos en tren de Múnich.
En octubre de 1943 las fuerzas aéreas de Estados Unidos bombardearon la ciudad que poseía una fábrica de rodamientos, para la producción de armas. Los estadounidenses perdieron 60 aviones en este ataque.
Desde el fin de la Segunda Guerra Mundial, funcionaba en esta ciudad una importante base del ejército de Estados Unidos pero que fue abandonada en 2014.
Entre sus principales atractivos turísticos se encuentra el Museo Georg Schäfer.
Es la ciudad natal del arquitecto Theodor Fischer. También es la ciudad original del bisabuelo del filósofo argentino-mexicano Enrique Dussel Ambrosini, quien así lo narra diciendo que su bisabuelo socialista emigró en 1870 cuando la guerra entre prusianos y bávaros, lo cual aparece en "Cultura, Cultura Latinoamericana y Cultura Nacional", en Filosofía de la cultura y de la liberación, Universidad Autónoma de la Ciudad de México, octubre de 2006, p. 127.

## Personalidades
- Theodor Fischer (1862–1938), arquitecto
- Albert Betz (1885–1968), físico
- Johann Lorenz Bach (1695–1773), compositor y organista
- Friedrich Rückert (1788–1866), poeta y traductor
- Adam Darr (1811–1866), compositor
- Gunter Sachs (1932–2011), coleccionista de arte, fotógrafo e industrial
- Paul Maar (born 1937), autor de libros infantiles
- Friedrich Jacob Merck (1621-1678), farmacéutico
- Tommy Jaud (born 1970), novelista y guionista
- Philipp Fröhlich (born 1975), pintor
- Günter Bernard (born 1939), futbolista
- Johannes Geis (born 1993), futbolista